# 生駒藤之
生駒 藤之（いこま ふじゆき、1843年（天保14年）10月1日 - 1919年（大正8年）10月18日）は、日本の学者、教育者。
万野開拓地の教育につくし、穆清舎（現在の富士市立吉永第一小学校）の初代校長となった。幼名、生駒藤三。

## 経歴
幕臣であった父藤三郎と母えいの長男として、武蔵国豊島郡旧江戸大久保上ヶ地に生まれる。1855年（安政2年）から昌平坂学問所で漢学を8年、講武所で砲術を2年、海軍所で船具運用と算術を1年、開成所で英語を1年それぞれ修める。また、尾張藩出身の儒学者佐藤牧山ならびに徳山藩出身の庄原文助に漢学を師事し、旧幕臣の長坂真五郎に槍術と剣術を師事する。禁門の変や第一次長州征伐に、幕府の直臣として参戦した。1865年（慶応元年）、経書漢文と歴史漢文の文章試験に合格して、幕府から白銀7枚を下賜される。
幕府が移封したのち、1869年（明治2年）に静岡藩が沼津兵学校附属小学校を開校すると、素読教授方として就任。このとき兵学校寄宿寮の取締を兼務した。その後、同藩士族のための萬野小学校頭取に就任した。学制が公布されたことに伴い、交布翌年の1873年（明治6年）に新設された富士郡比奈富士岡連合小学校教員として招かれる。1904年（明治37年）に62歳で退職。漢文に秀でていた生駒は、吉原町と吉永村の二ヶ所に会場を設けて、経書の講読会を毎月1回行った。
退職後は、吉永村役場の書記を務め、1912年（大正元年）に『吉永村史稿』を記す。1919年（大正8年）10月18日に逝去、同月21日に神式での村葬が行われた。

## 家族
子弟の教育に情熱を注いだが、家庭的には恵まれなかった。1896年（明治29年）に母えいを亡くし、翌年に長男藤聿（享年23歳）を、さらに翌々年には長女いこ（享年20歳）を亡くした。身辺の世話をしていた妹いくが、1914年（大正3年）に49歳の若さで亡くなると、東京にいた友人のところから養女を迎え入れた。

## エピソード
他所での仕事をたびたび勧誘されたが、生駒自身は吉永の地に骨を埋めると言ってすべて断ったという。穆清舎の教え子たちの証言によれば、生駒は背が高い方ではなく、髪の毛は後ろに長く垂らしていた。服装は和装で袴を履いていることが多く、夏も冬も足袋と羽織を着用していた。
1891年（明治24年）5月11日、ロシア皇太子ニコライ2世が津田三蔵巡査に切りつけられるという事件（大津事件）が起こった。この事件の数日後、生駒はニコライ2世に対して、同じ日本人としての謝罪と見舞、回復祈願の電報を打っている。
生駒が退職したときの月給は24円であった。退職後は恩給によって生活していたが、あまり裕福とは言えず、地元住民たちによって義援金の募集が呼びかけられた。結果、300余円の生活基金が生駒に送られた。
葬儀の翌日に、生駒の蔵書が吉永村立穆清尋常高等小学校（穆清舎より改称）に寄贈された。その内容は辞書類が2部（42冊）、経書類が14部（34冊）、歴史書15部（92冊）、詩類10部（32冊）、文書文法17部（42冊）、書類3部（18冊）、雑類9部（12冊）の合計70部（262冊）である。これらは、現在でも富士市立吉永第一小学校の校長室に「生駒文庫」として保管されている。なお、文庫の付属品として、士族出身であった生駒の日本刀一本が収められている。

## 穆如清風（ぼくじょせいふう）
生駒は中国最古の詩集である『詩経』の「大雅・蕩之什・烝民」より穆如清風を引用して、比奈富士岡連合小学校に「穆清舎」という名を与えた。穆如清風とは「穆として清風の如し（穏やかで清風のようだ）」という意味である（穏やかで清風のような人間になりなさい、というのは誤訳）。その文脈は以下の通りである。
四牡騤騤　　四牡騤騤しぼききたり（四頭の牡馬は休みなく引き続いて行く）
八鸞喈喈　　八鸞喈喈はくらんかいかいたり（八の鈴は和らいで、調子が揃って響がよい）
仲山甫徂齊　仲山甫齊ちゅうざんぽさいに徂いく（仲山甫は斉の国に行くが）
式遄其歸　　式もって其その歸きを遄すみやかにす（城晋請が終ったら、速やかに帰ってほしい）
吉甫作誦　　吉甫誦きっぽしょうを作つくる（尹吉甫が詩を作って贈る）
穆如清風　　穆ぼくとして清風せいふうの如し（おだやかな清風の風が、人々の心を和らげる）
仲山甫永懐　仲山甫永く懐おもう（永く仲山甫の心を懐い）

以慰其心　　以もって其その心を慰いす（仲山甫の心をなぐさめる）

## 墓地・胸像・石碑
生駒の墓地は、富士市比奈の下前共同霊園にあり、毎年10月18日の命日に吉永第一小学校の教員と5、6年生の児童代表がお墓参りをする。同小学校の正門前には、胸像（1975年（昭和50年）制作）と頌徳碑（1955年（昭和50年）制作）も置かれている。
また、生駒の撰文した石碑が、富士市内に9基現存している。
- 花川戸橋記念碑（1902年（明治35年）建立）
- 東比奈諏訪神社の日露両戦没之記念碑（1906年（明治39年）9月建立）[20]
- 鈴川町木元神社の日露戦捷記念碑（1906年（明治39年）9月建立）
- 須津中里八幡宮の忠魂之碑と忠魂碑（ともに1907年（明治40年）3月建立）
- 神谷不動尊の伊達文三君之碑（1910年（明治43年）6月建立）
- 鵜無ヶ淵神明宮の記念碑（1915年（大正4年）10月建立）[20]
- 須津山宗玄澤の記念碑（1915年（大正4年）11月建立）